# Synchlora superaddita
Synchlora superaddita là một loài bướm đêm trong họ Geometridae.